# 奈良海軍航空隊
奈良海軍航空隊（ならかいぐんこうくうたい）及びその前身組織・三重海軍航空隊奈良分遣隊（みえかいぐんこうくうたい ならぶんけんたい）は、日本海軍の部隊・教育機関の一つ。一挙に増加した予科練甲飛第13・14期の生徒を教育するために新設された予科練教育航空隊である。天理教の教庁がある奈良県山辺郡丹波市町の街中に建ち並ぶ信者詰所20数箇所に分散して宿舎・練兵場を設置し、教育・訓練を施した。

## 沿革
海軍は航空戦力の急速な拡大を図るため、予科練12期より定数を急増した。昭和18年に募集した甲種第13期は、前後期合わせて20000人を超えた。旧来の土浦海軍航空隊・三重海軍航空隊・鹿児島海軍航空隊だけでは収容が不可能であった。そこで、海軍飛行場に新たな予科練航空隊を併設するとともに、海軍飛行場のない遠隔地にも、航空機の操縦や整備訓練の段階に達していない予科練生の基礎訓練場として航空隊分遣隊を設置することとした。奈良分遣隊を丹波市に設置したのは、信徒が居住地と教庁を定期的に行き交う特性があり、教庁周辺に多数の信者詰所を設置していることから、予科練生の収容が容易であったからである。また、天理教の布教活動にも圧力がかけられ、革新委員会が自衛措置として戦争協力を推進したことから、施設の提供が容易だったことも要因に挙げられる。
- 昭和18年12月1日
  - 奈良県山辺郡丹波市町の天理教宿舎を接収し、三重海軍航空隊奈良分遣隊発足。
  - 甲飛第13期後期入隊(三重空・土浦空・松山空で計16890名)
- 昭和19年4月1日　甲飛第14期前期の一部入隊(20年3月卒業)
- 昭和19年8月1日・2日　甲飛14期予科練習生　約1,700名　奈良海軍航空隊の(操縦分隊四・偵察分隊三)が 滋賀海軍航空隊 に転出。[1]
- 昭和19年9月1日　卒業生の飛行練習課程凍結。甲飛第14期の大型機搭乗員候補は小松海軍航空隊に転籍。
- 昭和19年9月15日　甲飛第15期前期の一部入隊。
- 昭和19年11月28日　甲飛第15期の一部、浦戸海軍航空隊・西宮分遣隊・宝塚分遣隊へ転出。
- 昭和19年12月頃　甲飛第15期前期の一部、清水海軍航空隊に転出。
- 昭和20年3月1日　独立、「奈良海軍航空隊」開隊。大阪警備府隷下第24連合航空隊。
- 昭和20年3月25日　奈良海軍航空隊の志願者は滋賀海軍航空隊へ転隊。[2]
- 昭和20年4月1日　甲飛第16期入隊(最後の予科練生)。
- 昭和20年4月21日　奈良海軍航空隊から選抜された数十名が滋賀海軍航空隊に転出。[3]
- 昭和20年6月1日　予科練教育凍結。
- 昭和20年6月30日　24連空解散。大阪警備府部隊に転籍。
- 昭和20年7月15日　解隊。

以上のように、独立するよりも以前に活発な教育活動が行われた。他の予科練航空隊との訓練生転属も多い。独立後はは本土決戦に備えた陸戦訓練や、大和海軍航空隊と近畿海軍航空隊が展開する柳本飛行場の整備活動に追われていた。敗戦とともに奈良空は解散し、信者詰所は教団に返還された。戦時の抑圧を脱し、信教の自由を回復した天理教は、革新運動を放棄して復元に転じ、現在も有力な新興宗教として活動している。

## 主要機種
教育訓練部隊のため、航空機の配属はない。

## 歴代司令
- 不詳（昭和20年3月1日-昭和20年7月15日解隊）